# Sveučilište u Dubrovniku
Sveučilište u Dubrovniku osnovano je 1. listopada 2003. godine, a u sudski registar Trgovačkoga suda u Dubrovniku upisano je 16. prosinca 2003. godine. 
Iako jedno od najmlađih, Sveučilište u Dubrovniku je, po svojim studijima, ustroju i tehničkoj opremljenosti, vrlo suvremena visokoškolska ustanova. 

## Povijest
Osnovano je 2003., na temeljima duge tradicije koja seže čak do 17. stoljeća. Svojim studentima pruža: inovativnost, rad u manjim skupinama, suvremenu multimedijsku opremu, ugledne predavače, rad na znanstvenim i istraživačkim projektima, mogućnost razmjene studenata u okviru „Programa mobilnosti“, a u suradnji s gradom Dubrovnikom svi studenti Sveučilišta dobivaju studentsku kulturnu iskaznicu. Iskaznica im omogućuje besplatan ulazak u: kina, kazalište, muzeje, zidine, i druge kulturne ustanove u Dubrovniku.

Trenutačno Sveučilište ima dopusnice Ministarstva znanosti, obrazovanja i športa Republike Hrvatske za izvođenje 15 preddiplomskih sveučilišnih studija i jedan preddiplomski stručni studij, te 10 diplomskih studija i pet međusveučilišnih poslijediplomskih doktorskih studija, uz to indeks Sveučilišta posjeduje oko 3000 studenata. 
Geslo Sveučilišta u Dubrovniku je: „Uvijek prvi, uvijek bolji!“ („Semper primus, semper melior!“), te je u skladu s tim načelima, Sveučilište prvo otpočelo s provođenjem načela Bolonjske deklaracije. Prvi promovirani prvostupnici i magistri struke u Hrvatskoj dolaze upravo iz Dubrovačkoga sveučilišta. Prvo visoko učilište koje je započelo s analizom nastavne aktivnosti, i prva visokoškolska ustanova u Hrvatskoj koja se već 1999. mogla pohvaliti certifikatom za upravljanje kvalitetom prema normi ISO 9002:1994, te dvojnom certifikacijom Hrvatskoga registra brodova i Bureau Veritas Quality International.

## Sveučilište danas
Na Sveučilištu je upisano 1500 studenata, dok Sveučilište broji 250 zaposlenika.

## Sastavnice
Sedam je sveučilišnih sastavnica:
- Ekonomski fakultet
- Pomorski fakultet
- Fakultet elektrotehnike i primijenjenog računarstva
- Fakultet za medije i odnose s javnošću
- Odjel za akvakulturu
- Odjel za umjetnost i restauraciju
- Institut za more i priobalje

Ostale ustrojbene jedinice:
- Zavod za mediteranske kulture,
- Knjižnica za tehničke i biotehničke znanosti,
- Knjižnica za društvene znanosti,
- Knjižnica za turističku dokumentaciju i informaciju,
- Centar za jezike,
- Centar za za informatičku potporu.

Aktivnosti Sveučilišta se odvijaju u nekoliko sveučilišnih zgrada: Rektorat je na adresi Branitelja Dubrovnika 41 (u preuređenoj povijesnoj zgradi bivše Opće bolnice) gdje se nalaze i Fakultet za medije i odnose s javnošću, Odjel za umjetnost i restauraciju, dok se dio nastave odvija na adresi Ćira Carića 4, Odjel za ekonomiju i poslovnu ekonomiju je u „Villi Elisi“ na Lapadskoj obali, Institut za more i priobalje nalazi se u drevnoj Tvrđavi sv. Ivana. Studentski dom (kapaciteta 500 ležajeva) izgrađen je na lokaciji današnje Stanice za južne kulture.

## Rektori
- Mateo Milković (2003. - 2012.)
- Vesna Vrtiprah (2012. - 2016.)
- Nikša Burum (2016. - 2024.)
- Nebojša Stojčić (2024. - )

## Studiji
Sveučilište u Dubrovniku je integrirano Sveučilište, koje se sastoji od fakulteta odjela, Instituta i ostalih ustrojstvenih jedinica.

### Prijediplomski studiji
- Primijenjena ekologija mora
- Ekonomija
- Poslovna ekonomija (smjerovi: Turizam, Marketing, IT Menadžment)
- Elektrotehničke i komunikacijske tehnologije u pomorstvu
- Nautika
- Brodostrojarstvo
- Pomorske tehnologije jahta i marina
- Primijenjeno / poslovno računarstvo
- Konzervacija - restauracija
- Mediji i kultura društva
- Povijest Jadrana i Mediterana
- Financijski menadžment
- Sestrinstvo
- Hotelijerstvo, restoraterstvo i gastronomija

### Diplomski studiji
- Ekonomija
- Elektrotehničke i komunikacijske tehnologije u pomorstvu
- Marikultura
- Mediji
- Odnosi s javnostima
- Pomorstvo
- Poslovna ekonomija (smjerovi: Turizam, Marketing, IT Menadžment)
- Primijenjeno / poslovno računarstvo
- Konzervacija - restauracija
- Kliničko sestrinstvo
- Hotelijerstvo

### Doktorski studiji
- Poslovna ekonomija u digitalnom okruženju
- Pomorstvo
- Molekularne bioznanosti
- Biologija novotvorina
- Povijest stanovništva

- Primijenjene znanosti o moru

### Poslijediplomski specijalistički studiji
- Poslijediplomski specijalistički studij Upravljanje kvalitetom i održivim razvojem u turizmu

## Izdavačka djelatnost
Temeljna zadaća izdavačke djelatnosti Sveučilišta je pridonositi razvitku nastavnih, znanstvenih i drugih djelatnosti Sveučilišta, te poticanje stvaralaštva. Dubrovačko sveučilište izdavač je znanstvenoga časopisa Naše more koji u Dubrovniku izlazi od 1919. godine. Također, Sveučilište izdaje međunarodni znanstveni časopis DIEM, SUVREMENI MEDITERAN, te znanstveni časopis Ekonomska misao i praksa.

## Međunarodna suradnja
Vizija Službe za međunarodnu suradnju je postati polazišna točka svih međunarodnih aktivnosti Sveučilišta u Dubrovniku, u skladu s vizijom Sveučilišta „postati vodeći sveučilišni centar na širem europskom regionalnom području i priznato međunarodno sveučilište.“ Sveučilište u Dubrovniku promovira međunarodne aktivnosti te potiče njihovu implementaciju u svakodnevne aktivnosti Sveučilišta. Strateški razvoj Sveučilišta se temelji na njegovoj međunarodnoj orijentaciji s naglaskom da je biti dijelom EHEA-e (European Higher Education Area) i ERA-e (European Research Area) od iznimne važnosti za Sveučilište.
Mobilnost, kao sastavni dio međunarodne suradnje, je jedan od najvažnijih čimbenika budućeg razvoja Sveučilišta. Sveučilište u Dubrovniku dobilo je i Erasmus sveučilišnu povelju, čime je omogućena mobilnost nastavnog i nenastavnog osoblja, ali i brojne druge pogodnosti.

## Brod
- Školsko-istraživački brod „Naše more“

## Vanjske poveznice
- http://www.unidu.hr/ – Mrežno mjesto sveučilišta
- http://www.imp-du.hr/%5Bneaktivna+poveznica%5D – Institut za more i priobalje
- http://www.scdu.hr/ – Studentski centar Dubrovnik
- http://www.szdu.hr/  Arhivirana inačica izvorne stranice od 28. kolovoza 2016. (Wayback Machine) – Studentski zbor sveučilišta
- Sveučilište u Dubrovniku Hrvatska tehnička enciklopedija, portal hrvatske tehničke baštine. LZMK